# Robert Fontaine
Robert Fontaine (ur. 18 listopada 1980) – francuski szachista, reprezentant Szwajcarii od 2018, arcymistrz od 2002 roku.

## Kariera szachowa
W czasie swojej kariery sześciokrotnie zdobywał tytuł mistrza Francji juniorów w różnych kategoriach wiekowych. Od roku 1997 startuje w finałach indywidualnych mistrzostw kraju, największy sukces odnosząc w 2006 roku w Besançon, gdzie zajął III miejsce (za Władysławem Tkaczewem i Laurentem Fressinetem). W 2004 roku wystąpił w reprezentacji kraju na szachowej olimpiadzie w Calvii.
Jednym z pierwszych sukcesów Roberta Fontaine'a w turniejach międzynarodowych było dz. II m. (za Igorem Rausisem, wraz z m.in. Etienne Bacrotem) w Enghien-les-Bains w roku 1995. W 2000 podzielił III lokatę w Paignton (za Johnem Nunnem i Klausem Bischoffem, wraz z Markiem Hebdenem i Matthew Turnerem). W kolejnych latach sukcesy odniósł m.in. w Luksemburgu (2001, III m. za Thomasem Pähtzem i Vlastimilem Jansą), Nowym Sadzie (2002, I m.), Opatii (2002, dz. II m. za Zoltanem Ribli, wraz z Zoltanem Vargą), Pančevie (2002, dz. II m. za Steliosem Halkiasem, wraz z m.in. Goranem Cabrilo), Cap d'Agde (2002, dz. I m. wraz z m.in. Manuelem Apicellą, Wadimem Małachatko i Borysrm Czatałbaszewem), Nowym Sadzie (2003, II m. za Zlatko Ilinciciem), Las Vegas (2006, dz. I m. wraz z Leonidem Kritzem i Dejanem Anticiem), Val Thorens (2006, dz. I m. wraz z Jozsefem Horvathem) oraz w Sztokholmie (2006/07, Rilton Cup, I m.).
Najwyższy ranking w dotychczasowej karierze osiągnął 1 stycznia 2008 r., z wynikiem 2572 punktów zajmował wówczas 10. miejsce wśród francuskich szachistów.

## Życie prywatne
W lutym 2009 r. ożenił się z czołową szachistką świata, Kateryną Łahno.